# Giovanni da Parma (1320)
Giovanni da Parma (Calestano, circa 1320 – Trento, tra 1381 e 1383) è stato un presbitero italiano, canonico del capitolo della cattedrale di Trento.
Scrisse una cronaca relativa alle calamità che colpirono la città di Trento nel corso del XIV secolo.

## Biografia
La prima notizia della sua presenza a Trento risale al 1347. Per più di trent'anni fece parte del capitolo della cattedrale e operò anche nell'amministrazione della diocesi, soprattutto durante l'episcopato di Alberto di Ortenburg (1360-1390). L'ultima attestazione risale all'8 marzo 1381; morì probabilmente poco dopo.

## LaCronaca
La Cronaca scritta da Giovanni è una historia calamitatum: si parla del terremoto, delle epidemie di peste e delle carestie che colpirono Trento tra il 1348 e gli anni Settanta del Trecento. L'opera si apre infatti con la descrizione del terremoto del Friuli del 25 gennaio 1348, che scosse tutta la zona alpina orientale. Segue la descrizione della peste (la peste nera) e delle sue conseguenze (morirono, dice, cinque sesti della popolazione). L'autore – colpito lui stesso dal morbo e poi guarito – si limita alla descrizione dei sintomi, non mostrando interesse a spiegarne le cause: non si trova alcun riferimento alle congiunzioni astrali o alla volontà divina, spesso additate dai suoi contemporanei come responsabili delle calamità naturali. Giovanni si sofferma anche sulle conseguenze economiche: parla della carenza di manodopera nelle campagne, che provoca un rialzo dei salari e violente oscillazioni del prezzo del vino e dei cereali. 
L'opera fu scritta probabilmente nel 1371, quando Giovanni decise di raccogliere i suoi ricordi, basandosi quasi certamente su appunti presi in precedenza. Vi sono, però, due aggiunte successive che riferiscono di una nuova epidemia (1373-1374), di un'invasione di cavallette e di una carestia (1377).
La cronaca di Giovanni da Parma costituisce l'unica fonte narrativa relativa a Trento risalente al medioevo.